# Движение за демократическое общество (TEV-DEM)
Движение за демократическое общество
(курд. Tevgera Civaka Demokratîk, TEV-DEM, араб. حركة المجتمع الديمقراطي‎) — леволибертарная организация, основанная 16 января 2011 года на северо-востоке Сирии, с целью реализации на практике идей демократического конфедерализма Залалом Джагаром и Харибом Хесо. 

## Предыстория
Когда арабская весна достигла Сирии в начале 2011 года, протесты распространились и на курдские районы на севере страны. PYD, которая имела большое влияние в среде сирийских курдов, активно конкурировала с курдским национальным советом. Одним из главных пунктов расхождения касался позиции PYD, призывающей к смене режима Башара Асада, но отвергающей иностранное вмешательство и сближение с сирийской оппозицией. Она предлагала третий путь в сирийском конфликте, основанный на самообороне и приоритете ненасильственных решений, которые не поддерживают ни режим, ни оппозицию, основанный на организации общества и формировании культурных, социальных, экономических и политических институтов для достижения самоуправления народа.
Несмотря на их конфликт, КНС и PYD договорились работать вместе в рамках Высшего курдского совета, созданного в 2012 году в Эрбиле (Иракский Курдистан). Однако,в связи с монополизацией власти PYD в Рожаве, КНС в конечном счете отозвала свое участие. PYD в ответ обвинила КНС в попытке создать конкурирующую параллельную силу и разделить регион на конкурирующие зоны влияния, рискуя гражданской войной. В ноябре 2013 года PYD под эгидой TEV-DEM в одностороннем порядке объявила о создании временной администрации в регионе.

## Идеология и программа
К декабрю 2013 года организация перешла на новую модель управления, получившую название "проект демократического самоуправления", с более тесными связями с демократической конфедералистской идеологией PYD. Это пришло на смену "проекту временной администрации", ранее согласованному с КНС.

## Список учредительных партий политического комитета ТЕV-DEM
До 4 сентября 2018 года ТЕV-D имел политический комитет, который
действовал как коалиция в рамках Сирийского демократического совета.
| Название                                            | Лидер                  |
| --------------------------------------------------- | ---------------------- |
| Демократический союз (Сирия) (PYD)                  | Энвер Муслим Айша Хесо |
| Партия сирийских курдов за мир и демократию (PADKS) | Телал Михемед          |
| Курдистанский либеральный союз (PYLK)               | Ферхад Тело            |
| Демократическая партия Сирийского Курдистана        |                        |
| Курдистанское национальное объединение              |                        |
| Коммунистическая партия Курдистана (KKP)            |                        |